# Prévention quaternaire
 Mise en garde médicale
La prévention quaternaire désigne initialement, en santé publique, l'ensemble des soins palliatifs auprès de malades qui ont dépassé le stade des soins curatifs et qui se trouvent en phase terminale. La prévention quaternaire inclut aussi l'accompagnement des mourants. Le terme soins palliatifs est cependant préférable et plus répandue.
Une autre définition, plus récente, de la prévention quaternaire la considère comme l'ensemble des actions menées pour identifier un patient ou une population à risque de surmédicalisation, le protéger d'interventions médicales invasives, et lui proposer des procédures de soins éthiquement et médicalement acceptables,
. La prévention quaternaire devient alors l'ensemble des activités de santé pour atténuer ou éviter les conséquences de l'intervention inutile ou excessive du système de santé. Dans cette définition, la prévention quaternaire se rapproche de la prévention de la iatrogénèse.

## Concept
La prévention quaternaire, dans sa seconde acception, est la prévention de la médecine non nécessaire ou la prévention de la surmédicalisation. Le principe primum non nocere est central à l’exercice médical. Empêcher l’excès d’intervention médicale est une obligation particulière à la médecine générale. 
| Types de prévention | Types de prévention | Types de prévention | Côté medecin                                     | Côté medecin                                        |
| Types de prévention | Types de prévention | Types de prévention | Maladie                                          |                                                     |
| Types de prévention | Types de prévention | Types de prévention | absente                                          | présente                                            |
| Côté patient        | Malade              | absente             | Prévention primaire (pas malade maladie absente) | Prévention secondaire (pas malade maladie présente) |
| Côté patient        | Malade              | présente            | Prévention quaternaire (malade maladie absente)  | Prévention tertiaire (malade maladie présente)      |

La prévention quaternaire englobe alors des « mesures prises pour identifier les patients à risque de surtraitement, de les protéger contre de nouvelles procédures médicales et autres éthiquement acceptable de laisser entendre. ». Les moyens en sont la médecine basée sur la narration et la médecine fondée sur les preuves ou en anglais : evidence-based medicine (EBM).
- Médecine fondée sur la narration

Le meilleur moyen de la mettre en œuvre est de mieux écouter les patients. Ceci a été appelé la médecine narrative ou médecine basée sur la narration (NBM), (en:Narrative medicine) ce qui implique d’adapter le « médicalement possible » aux besoins et demandes de la personne. Les auteurs parlent d'un besoin d’une relation forte et durable avec le patient et de sa confiance dans l'honnêteté et le savoir du soignant.
- Médecine fondée sur les preuves

L’autre moyen est la médecine factuelle ou basée sur les preuves (EBM). La connaissance de la valeur prédictive positive des tests diagnostiques, de la probabilité des effets de taille, des bénéfices et danger des traitements et des mesures préventives, autoriserait le soignant à abandonner de nombreux actes médicaux inutiles.